# 유리의 성 (1998년 영화)
《유리의 성》(玻璃之城: City Of Glass)은 홍콩에서 제작된 장완정 감독의 1998년 멜로/로맨스 영화이다. 여명 등이 주연으로 출연하였고 나계예 등이 제작에 참여하였다.

## 출연

### 주연
- 여명
- 서기

### 조연
- 오언조
- 진혁시
- 장신열
- 곡덕소
- 장동조
- 금연령
- 진혁신

## 기타
- 음향: 증경상
- 감수: 종진